# Iglesia de Sant Martí d’Hix
La iglesia de Sant Martí d'Hix (Bourg-Madame, Pirineos Orientales, Francia) aparece documentada en el año 1063, año en que firmaron un pacto entre el conde de Urgel Armengol III y el conde de Cerdaña Ramón Wifredo en el altar de esta iglesia. En la ciudad d'Ix (o Hix) estaba el palacio de los condes de Cerdaña, conocido desde el año 1061, cuando a consecuencia de unas desavenencias entre el conde Ramón Wifredo I de Cerdaña y el vizconde Bernat, hubo un acto de juramento de fidelidad de este último a su señor, en presencia del obispo de Urgell.

## El edificio

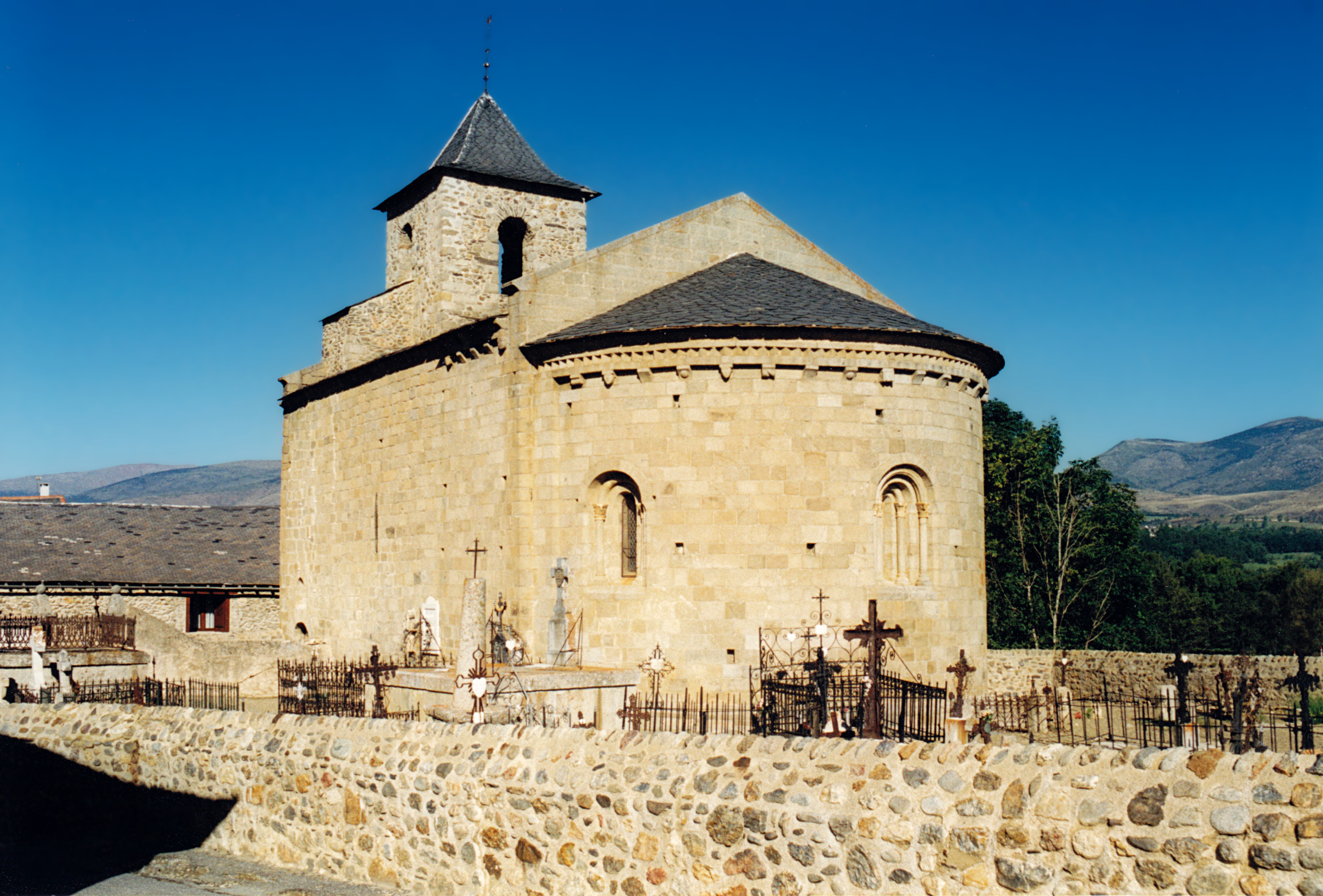
Iglesia de Sant Martí d'Hix.

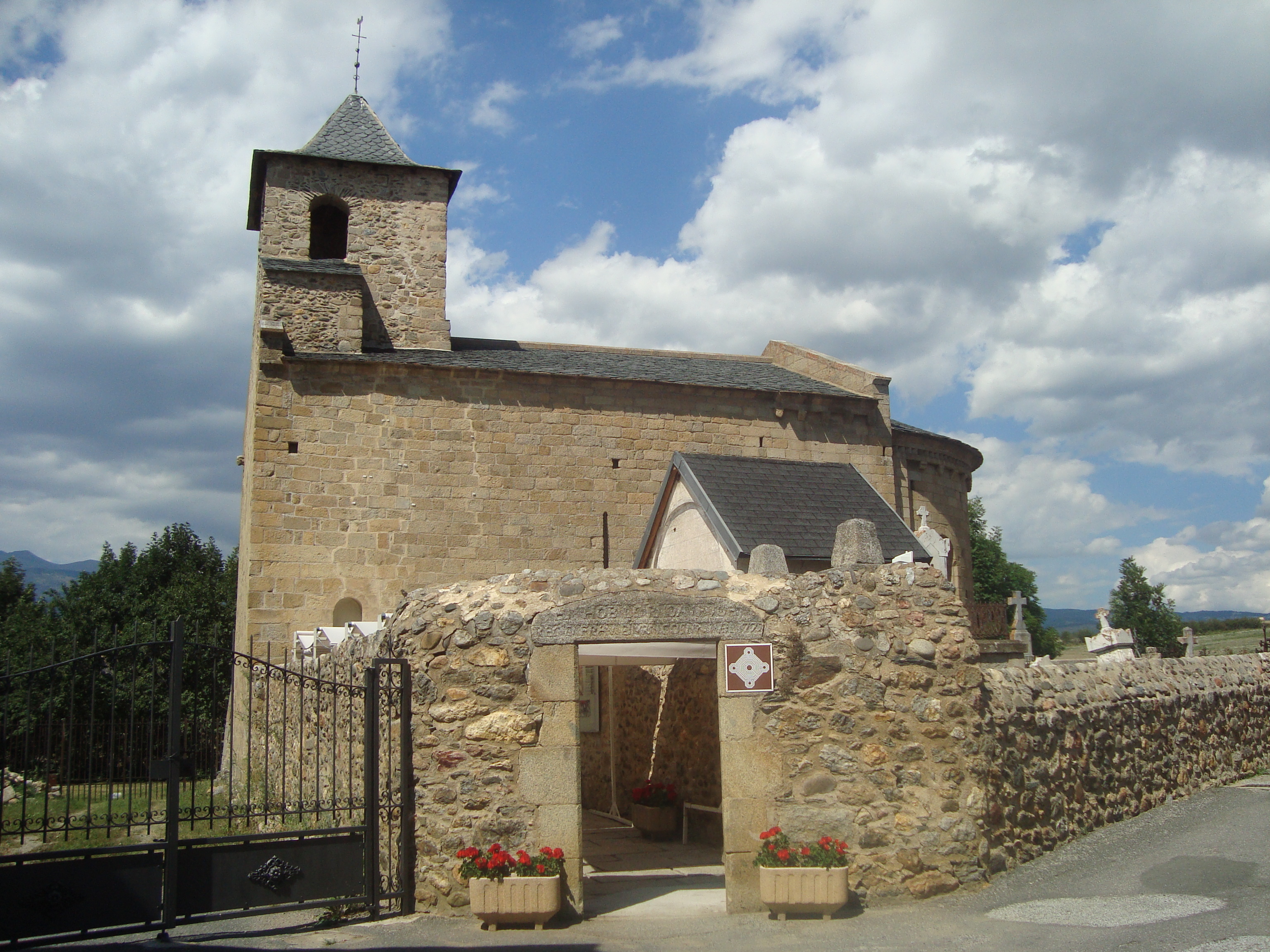
Iglesia románica de Sant Martí d'Hix, Bourg-Madame (Francia).

Consta de una sola nave y un ábside semicircular con bóveda apuntada. Se cree que estuvo construida en dos fases, la primera corresponde al primer tramo de la nave con su cabecera, hecha con una gran calidad en el tallado y colocación de la sillería, así como la ejecución de dos ventanas en la cabecera, con arcos de degradación sostenidos por columnillas con capiteles esculpidos, parecidos a los de la iglesia de Sant Fructuós de Llo.
En el ábside, por su parte exterior, hay un friso con dientes de sierra que descansa sobre ménsulas, algunas lisas y otras talladas.
En la segunda parte de su construcción, las ventanas de los muros sur y oeste son simples y sin decoración, igual que la puerta que es muy sencilla y conserva el herraje medieval.
El campanario en origen era de espadaña con dos huecos, más tarde se le añadieron tres paredes que le dieron forma de torre.
En su interior se guardan dos tallas de madera románicas: un Cristo crucificado de pequeñas dimensiones datado del siglo XIII y una Virgen con Niño policromada del siglo XII.
El Museo Nacional de Arte de Cataluña, en Barcelona, conserva un frontal del altar de pintura sobre tabla de pino de 92 X 157 cm datado en la primera mitad del siglo XII. Representa en su parte central un Cristo en majestad y un par de escenas de la vida de San Martín, obispo de Tours.